# Ȩ̄̂
Ȩ̄̂ (minuscule : ȩ̄̂), appelé E macron accent circonflexe cédille, est une lettre latine utilisée dans la romanisation du grec ancien.
Il s’agit de la lettre E diacritée d’un macron, d’un accent circonflexe et d’une cédille.

## Utilisation
Le ȩ̄̂ est utilisé par certains auteurs comme translittération latin de l’êta circonflexe et iota souscrit ‹ ῇ › grec.
La Bibliothèque nationale de France l’utilise notamment dans la romanisation du grec suivant la ISO 843 dans son catalogue, par exemple dans la translittération ‹ Perì tō̂n ᾿en cephalȩ̄̂ trōmátōn › comme forme de renvoi à la translittération ‹ Perì tō̂n ᾿en kefalī̧̂ trōmátōn › de Περὶ τῶν ἐν κεφαλῇ τρωμάτων.

## Représentations informatiques
Le E macron accent circonflexe cédille peut être représenté avec les caractères Unicode suivants : 
- composé et normalisé NFC (latin étendu B, diacritiques) :

| formes    | représentations | chaînes de caractères | points de code | descriptions                                                    |
| --------- | --------------- | --------------------- | -------------- | --------------------------------------------------------------- |
| capitale  | Ȩ̄̂               | Ȩ◌̄◌̂                   | U+0112 U+0302  | lettre majuscule latine e macron diacritique accent circonflexe |
| minuscule | ȩ̄̂               | ȩ◌̄◌̂                   | U+0113 U+0302  | lettre minuscule latine e macron diacritique accent circonflexe |

- décomposé et normalisé NFD (latin de base, diacritiques) :

| formes    | représentations | chaînes de caractères | points de code              | descriptions                                                                |
| --------- | --------------- | --------------------- | --------------------------- | --------------------------------------------------------------------------- |
| capitale  | Ȩ̄̂               | E◌̧◌̄◌̂                  | U+0045 U+0327 U+0304 U+0302 | lettre majuscule latine e diacritique macron diacritique accent circonflexe |
| minuscule | ȩ̄̂               | e◌̧◌̄◌̂                  | U+0065 U+0327 U+0304 U+0302 | lettre minuscule latine e diacritique macron diacritique accent circonflexe |

## Sources
- Bibliothèque nationale de France, « Translittération du grec », sur Kitcat : portail d’aide au catalogage de la BnF